# Чемерица (озеро)
Чемерица (бел. Чамярыца) — озеро в Чашникском районе Витебской области Белоруссии.

## География
Озеро расположено в бассейне реки Лукомка (приток Уллы), в 26 км на юго-восток от города Чашники, в 1,5 км на запад от деревни Антополье.
В 1200 м на запад от Чемерицы — озеро Черейское.

## Геология и гидрология
Котловина остаточного типа, берега высотой 4 — 7 м с уступами до 2,5 м.
Наибольшая глубина — 2,5 м, наибольшая ширина — 460 м, длина — 1520 м, площадь — 0,54 км². Длина береговой линии — 3,58 км. Объём — 0,87 млн м³. Площадь водосбора — 4,2 км².
Дно торфянистое на мелководных участках, с отложениями сапропеля.
В юго-западной части связано вытекающим ручьём с Черейским озером.